# 刘成男

冠军长公主（?—?），东汉第八任皇帝顺帝刘保的女儿，名刘成男。她是刘保的次女，永和三年（138年），汉顺帝刘保册封刘成男为冠军长公主，史书没有记载她的丈夫。